# Антипов, Юрий Евгеньевич
Юрий Евгеньевич Антипов (1929—2013) — советский и российский учёный.
Доктор технических наук.
Являлся заместителем председателя Военно-промышленной комиссии СМ СССР, заместителем председателя совета по информатизации Верховного Совета СССР, вице-президентом Международной ассоциации предприятий военно-промышленного комплекса «Интерконверскомплекс».
Лауреат Государственной премии УССР в области науки и техники (1979) и премии НАН Украины имени В. М. Глушкова (1988).
Состоял профессором кафедры информатики Современной гуманитарной академии.
Мастер спорта СССР по альпинизму (1956).
Член КПСС.
Академик Международной инженерной академии, почётный член Российской инженерной академии.
В 1984 году кандидатура Ю. Е. Антипова выдвигалась в члены-корреспонденты АН СССР.
Один из авторов энциклопедии «Военно-промышленный комплекс».
Входил в редсовет советского журнала «Микропроцессорные средства и системы».
Называется в числе видных исследователей в области комплексной автоматизации.
Дочь - Молотилова Марина Юрьевна (02.06.1957 - 14.09.2012)